# 幕張 (漫画)
『幕張』（まくはり）は、木多康昭による日本の少年漫画。『週刊少年ジャンプ』（集英社）において、1996年11号から1997年49号まで連載された。
また本項では本作のパイロット版でもある「夜明け前」についても記述する。

## 概要
1995年度「ホップ☆ステップ賞」（第121回）の佳作受賞作「夜明け前」を基にした、千葉県幕張地区の高校「幕張南高校」が舞台のギャグ漫画。野球部を舞台としているが、野球に関わる話はない（部室が潰される話や、部員を勧誘する話はある）。
『週刊少年ジャンプ』誌内の『魁!!男塾』、『ジョジョの奇妙な冒険』、『みどりのマキバオー』、『るろうに剣心 -明治剣客浪漫譚-』、『SLAM DUNK』などの他作品や担当編集者および芸能人へのパロディ・毒舌の他、青年向け漫画誌レベルの過激な下ネタ描写が特徴。特に同時期に連載していた月島薫作『心理捜査官 草薙葵』に対して執拗に茶化していた。また、雑誌掲載時にタレントのヒロミを「（芸が）寒い」と皮肉るシーンがあったが、単行本では島袋光年を模した人物と吉崎との掛け合いに変更されている。この話の次号では予告無く休載となり、休載明けの巻末コメントにて「謹慎」と表現。
連載終了から約9年経った2006年には集英社からコンビニコミックス版が刊行された。当時、作者が講談社週刊ヤングマガジンに『喧嘩商売』を連載していた為、集英社の刊行物に講談社の雑誌の広告が掲載される珍しい事態が起きた。コンビニコミックス版では一部セリフの差し替えも行われており、2010年代以降に配信されている電子書籍版はこちらの版がベースとなっている。

## あらすじ

### 夜明け前
ある日の放課後、塩田鉄人は担任である中井幸雄から「留年」を仄めかされ、追試を行う事を告げられる。
追試で好成績を取って留年を回避するために塩田は奈良重雄と協力し、校舎内の金庫に隠されている追試用の問題用紙を手に入れるべく、真夜中の校舎に忍び込む。

### 幕張
「バスケ部に入りたいが、ジャンプにはスラムダンクがあるし、セクシーコマンドー部には入りたくない」という理由で仕方なく幕張南高校の野球部へ入部した塩田鉄人と奈良重雄。やる気のない性悪野球部マネージャー桜井美保、人数あわせで入部したお人よしの叶親浩司を加え、まったく野球をしない野球部の青春劇を繰り広げる。
中盤〜終盤には奈良曰く『セクシーコマンドー外伝 すごいよ!!マサルさん』が大会ネタを始めたのに影響され（単行本では台詞が変えられ、叶親以外の参加動機が不明）、大会およびテレビ番組「世界高校生選手権」に参加する展開になった。
最終回では物語を締めくくるどころかストーリーには触れず、作者自身の「やってられっか!!」という叫びと暴露話、さらに作者コメント欄で「俺は自由だ!!」との言葉を残し幕を閉じている。この時最後に“ガモウひろしが『幕張』の真の主人公だった”とオチを付けた。ガモウは木多と作者コメント欄で活発にやり取りをしていたが、作品本編とは関連性はない。連載終了に至った経緯は、すっきりとしたオチが出なかったから。作者曰く「あのとき辞めていなければ、『幕張』の代わりに（カードゲーム路線でブレイク前の）『遊☆戯☆王』が終わっていた」。

## 登場人物

### 幕張南高校野球部
塩田鉄人（しおだ てつひと）
幕南高校の野球部員（「夜明け前」ではサッカー部員で、プロ入りも噂されるほどの逸材。）。主人公格を勤めるメインキャラクター。自己中心的で粗暴な一方、明らかに格上の相手などには臆病な性格。まれに友情に厚かったりするが、基本的に自分可愛さに友達を売ったり陥れたりする（事後に後悔して涙を見せている。ただし嶋鳥など対して仲の良くない人物に関しては平気で騙す）。極度の巨乳好きかつ面食いである。年の離れた妹を可愛がっている。
作中最強の人物で、中学生時代、うるさくて受験勉強が出来ないからと暴走族を壊滅させて以来、「鉄人（てつじん）」の異名で恐れられている。物語終盤ではライオンにも勝っている。半面、勝ち目がない相手に対してはとことん臆病になる。中井里美から告白されつき合っていた（現在でも未練がある様子）。
奈良を智恵子に売ったことが発端となり、数々の事件に巻き込まれ、智恵子への慰謝料を稼ぐべく奈良、叶親とともに世界高校選手権に出場を決意。日本代表決定戦に「メガネチーム」の一員として参加する。エロや睡魔に負けて勝機を逃すこともあったが、圧倒的なパワーで大会を勝ち進んだ結果、大量の女性ファンを生む。日本代表決定戦決勝では戦いの最後を飾り、植村昌人と対決する。不意打ちの踵落としや金的への頭突きで追いつめられたが、復活を果たすとパンチ一発で植村をグロッキーにさせ、ジャイアントスイングで場外まで投げ飛ばして勝利した。大会最優秀高校生選手権決勝では、一番手として板垣平松と対決する。ガチョピンスーツに付属されたロケットパンチ（ミサイル並みの威力）を見せつけられて完全に怯えるが、何とか板垣を騙したことでロケットパンチと交換に持ち込み無効化する。そして逆上した板垣がオナラで塩田を殺そうとするもスーツの気密性が仇となって自爆、塩田の勝利に終わった。作中では珍しく塩田の腕力が発揮されないまま決着となった。
本当は野球よりもバスケの方が好き。野球部に入部しても一度も野球の練習をせずにバスケの練習を続けた結果、「気が付いたら三井君よりも3Pシュートが上手くなった」（本人談）。
奈良重雄（なら しげお）
幕南高校の野球部員で、主人公格の一人。ウド鈴木のような髪型が特徴で、作中何度もそれをネタにイジられる。ある時桜井のミスで頭の中心だけを剃られた髪型になり、そこに専用のヅラを着用。強度の近眼で、眼鏡が無いと鈴木智恵子が広末涼子と同類の美人に映る。身体能力は塩田と互角でありながら喧嘩は滅法弱い。酒癖が異様に悪く、ひとたび酔っぱらうと塩田でさえ手が付けられない（チャック状態になる）。また、ジャンプで『北斗の拳』が連載されていた頃から便秘だった。
作中最凶の変態で、人の恋路を邪魔する殺人集団「吉六会」の元締めを務める。重度のロリコンかつホモであり、塩田兄妹を（性的な意味で）狙っている。吉崎の名義でレンタルビデオを借りようとしたときは、店員に「小学生の女の子が出てておしっこしてるビデオ」を注文し、店員を唖然とさせた。
中学生時代には中井を狙っていたようだが、塩田が中井とつき合い始めたことで激昂して仲を引き裂く。その後、口説こうとしたものの失敗に終わる。粗チンで｢とぐろチンポ｣と称されるほど重度の真性包茎（後者は作中のとあるきっかけで仮性になった）。露出狂でもあり、人前で度々服を脱ぐ。ラストバトルでさえも終始全裸で戦った。
鈴木智恵子と恋仲になったことで吉六会から見限られ、世界高校選手権決勝にて、矢禿率いるかつての吉六会の仲間たちと激突する。
必殺技は、自身のカツラを改良して作った十字の武器「奈良カッター」と吉六会奥義「奈良づくし」。奈良づくしとは、腰を高速でピストン運動させることで股間を勃起させ、その状態のまま相手に抱き付き股間を体にこすり付けることで精神的に抹殺する技である。二つの型があり奈良は立ち状態からの「エビの脱皮」を用いる。本作では嶋鳥、ホリデー垣内、矢禿に対して使用しているが矢禿相手には不発に終わっている。またホリデー垣内には「使用した」という説明があるだけで描写はされていない。
基本的にボケもツッコミもこなす。特に、桜井には殴られたり殺されかけたりと散々な目に遭っている。
作者の高校時代の友人がモデルで、単行本後書きに本人直筆の文が掲載されている。
「夜明け前」では髪型が異なっている。
桜井美保（さくらい みほ）
幕南高校の野球部マネージャー。やる気はあまり無く、体育館裏などでよくサボっている。三つ編みで胸囲85cmの巨乳美人。性格は短気でワガママ、かつあっさり知り合いを騙したり捨てるなど自己中心的な面があり、口調もやや暴力的。塩田と奈良たちに度々貞操の危機にさらされている。パイパンがコンプレックス。必殺技は股間に強烈な一撃を加える「パテオ」と「ラ・ムー」。
主にツッコミがメインで特に奈良には苛烈な一撃をお見舞いしている。が、一度泥酔しチャックになった奈良に襲撃され生命の危険を感じるレベルの恐怖に見舞われたことがある。鈴木智恵子に広末涼子と勘違いさせた(本人は髪型が似てると褒めたつもり)元凶であり、自意識過剰になった彼女に半ば後悔している。
「夜明け前」では容姿が異なる。
叶親浩司（かのおや こうじ）
幕南高校の剣道部員→野球部員。小学生時代の塩田のクラスメイトであり、12歳の時点ですでに亀頭が黒かったこと(即ちその時点で仮性包茎であった)を塩田に暴露され、以降彼のあだ名が「さきっちょクロマティ（略してさきマティ）」となる。以来、千葉にいられなくなり中学時代を父親の単身赴任先の青森県で過ごすが高校に入って塩田と再会。奈良と智恵子に関わったばかりに彼の人生は大きく狂う。桜井美保が好きで一度告白するも、刈り上げ頭が好きじゃないからと振られている。
中学時代100m走で青森県記録を持っていると語るなど運動神経が優れている。基本的には常識人な反面、精神的揺さぶりや押しに弱い。異性に対してはあまり免疫がない。作中後半では智恵子の策略に嵌まり、責任を取るため優勝賞金目当てに世界高校選手権に出場。自分だけ剣道の防具を身に付けて闘い、観客や弟から「卑怯者」「恥知らず」と罵られながら涙をこらえて奮戦した。同じ選手権では相手の口車に乗せられ、格闘をするはずが将棋勝負で七枚落ち（八枚ではない）で戦いあっさり詰む。そこでバカにされたことで激怒し、竹刀で相手を昏倒させ勝利するなど手段を選ばない。
かなりの巨根であり、吉崎に「ソニー、ホンダに並ぶ」と称された他アメリカチームの面々にも「経済大国日本」「カノオヤフジヤマ」として衝撃を与えた。
劇中ではたびたび不幸に見舞われているが、勝負ごとに関しては最初の塩田との戦いでしか負けておらず勝率は高い（劣勢に立たされることもあったが、勝負自体が無効になったり、相手が戦意喪失したりしている）。
「夜明け前」では未登場の新規キャラクターである。
吉崎哲也（よしざき てつや）
野球部主将（学年は不明）。野球に対する興味はほとんど無いようで、一度も野球部部室に現れていない。塩田らが野球部員であったことを知ったのは、香港に渡って以降。女性関係に激しく複数の女性と関係を持つほか、中井里美とも付き合っていて、塩田と奈良に恨まれる。ヒロミの芸風に食傷して、「もういいだろ」と暴言を吐いている。
トランプマンの息子で、『なるほど!ザ・ワールド』が終了し父親がほぼ無職状態になったため、貧乏暮らしをしている。本誌連載よりも早くコミックスの表紙（5巻）に登場。
野村光男（のむら みつお）
幕南高校野球部の顧問。25歳。威厳もやる気も全く無く、野球部の部室を柔道部に明け渡すことを自ら提案した。自分の立場を利用して、村社に関係を迫ったことをなぜか塩田達が知っているため、彼らには頭が上がらない。現在、奈良の母親と付き合っている。
初期にはよく登場していたが中期からはほとんど登場しなくなる。選手権決勝直前に再登場し、童貞であることを明かした。
中井幸雄（なかい ゆきお）
「夜明け前」における塩田の担任。プロ入りも可能なほどにサッカーの才能が秀でた（「夜明け前」のみの設定）塩田に嫉妬しており、追試でめちゃくちゃ難しい問題を出し、塩田を落第させて人生を滅茶苦茶にしようと企てる。

### 主要人物の関係者
奈良の母親
ミイラ(桜井は小森のおばチャマと評している)のような顔をしている。野村と付き合っているが、美形の男に目が無い。子離れできない性格で、息子を可愛がっていた。

塩田忍（しおだ しのぶ）
鉄人より9歳下の妹。小学一年生。登場は兄や奈良の回想のみ。兄思いな性格らしい。ロリコン属性持ちの奈良に惚れられている。コラージュ技術にも長けており、強かさは兄譲り。
桜井の父
一度奈良に襲われており、以後は彼を変質者として忌み嫌っている。娘を溺愛していて、最終話直前にはそれにつけ込んだ塩田と奈良の策略により哀れな最期を迎えた。
奈良だけではなく娘に近づく男は無条件で敵視するタイプの人間。
村社綾乃（むらこそ あやの）
幕張高校野球部の元マネージャー。話の中で語られるだけで本人は登場していない。野村に惚れられていたが、吉崎と付き合っている。マグロ。

### 吉六会（きちろくかい）
他人の恋愛を妨害することを目的に結成された、もてない男たちの集団。のちに奈良は彼女ができたために脱退させられるが、最優秀高校生選手権編の後に復帰している。また、鬼瓶の嫁もブサイクだという理由で結婚していることについては言及されていない。自主的な活動の他、第三者からの依頼によっても動く。報酬は現金とは限らず、物品でも可能。
矢禿康介（やはげ こうすけ）
「吉六会」のNo.2。
初めは髪が薄かったが、のちに植毛。後半は髪型をアフロにして登場（実はヅラ）。「奈良づくし（ヘビの脱皮）」を会得し、広末涼子似の彼女（＝智恵子）が出来た奈良に反旗を翻した。モンゴル予選を一人で勝ちぬき、「最優秀高校生選手権」において奈良と史上最低の戦いを繰り広げる。序盤から優位に立っていたが、最後は奈良の一撃によって逆転K.Oされた。
必殺技は至近距離で相手の顔面に尻を押し付け屁を炸裂させる「矢禿メタン」と、修行の末に会得した吉六会奥義「奈良づくし」。彼の奈良づくしは、うつぶせの状態から腰を地面に高速で打ちつける「ヘビの脱皮」を使用する。モデルは矢作康介。
吉六会には三番目に加入した。
『泣くようぐいす』では、セリフ付きのモブとして再登場した。
鬼瓶久吉（おにへい ひさよし）
奈良とともに「吉六会」を立ち上げた最古参メンバーで、催眠術の使い手。奈良とは高校時代に出会ってから仲が良い。既婚者であるも、妻は不美人なため例外的に吉六会在籍を許されている。女装癖あり。吉崎とさんざん死闘を繰り広げるも、高校生でないという理由で反則負けとなった。
実家はパン屋だが、長男である彼が跡を継がなかったため、廃業した（単行本7巻表紙裏に「パン屋つげ!!」と殴り書きされている）。モデルは瓶子吉久。
兵庫吉晃（ひょうご きっこう）
「吉六会」のメンバーの一人で、自称「飲み会のカメラマン」＆「万年発情期」。ボクシングが好きで、精液がアロンアルフアゲル状なみに濃い。
どんな不美人でも抜けると豪語している。香港で勃起していた叶親と遭遇すると一方的にケンカを吹っ掛け、いつの間にかいた奈良と共に勃起力を競い合う「チキチキチンポバトル」で激闘を繰り広げた。終始劣勢に見舞われたが、全裸で現れた板垣に全員が萎えたことで勝負はうやむやとなった。
モデルは作者のかつての同僚だった元アシスタントで、『泣くようぐいす』のスタッフにも彼の名前がある。
板垣平松（いたがき ひらまつ）
「吉六会」のメンバーの一人で、自称内閣総理大臣。見た目は総理大臣風の老人だが17歳と自称している。変人ぞろいの吉六会の中でも特にエキセントリックな言動が目立つが、戦闘宇宙服「ガチョビンスーツ（ガチャピンに角がついた物）」を発明するほどの天才である。小栗又一郎を愛し、彼のために性器を切除するもフラれる（「速まったわい！」と発言している）。終盤にて塩田と死闘を繰り広げ、ガチョピンスーツのロケットパンチ（実はミサイル）で泣き叫ばせるほど追い詰めたが、塩田の策略に引っ掛かりロケットパンチを渡してしまう。騙されたことに気づき、怒りに我を忘れ自らが抱えた爆弾によって自滅した。
劇中で二度ほど死亡したと思しき描写があるが普通に生き返っている。最終話直前にも登場しており、奈良とは友好な関係に戻っている。
モデルは平松伸二の作品『マーダーライセンス牙』に登場する「板垣重政総理大臣」。
小栗又一郎（おぐり またかずろう）
「吉六会」の新入りメンバー。自称「小栗上野介の子孫」。板垣平松とは肉体関係あり。漫画家の小栗かずまた当人。メンバーの中では一番の常識人だったが、「大人の事情」により脱退（小栗本人からの「いい加減にしてください」というクレームにより、作中で登場しなくなる）。

### 柔道部（世界高校生選手権ハゲチーム）
嶋鳥和彦（しまとり かずひこ）
幕南高校の柔道部員→野球部員。塩田達より一年先輩。柔道黒帯の有段者で、部室を賭けて塩田達野球部と柔道対決を行い、塩田を追い詰めるも、実は一本も頭髪の無い若ハゲであることを明るみにされ敗北。頭には鳥山明のサインが施されている。
最優秀高校生選手権編でもハゲチームのリーダーとして登場。奈良と対決させる思惑により鬼瓶から催眠術を伝授され、奈良を追い詰めるも逆に吉六会奥義「奈良づくし」をくらい敗北した。
モデルは鳥嶋和彦。
鷹橋昌俊（たかはし まさとし）
幕南高校の柔道部員→野球部員。嶋鳥とは同い年。柔道黒帯の有段者。部室を賭けた柔道対決の過程で奈良と塩田によりホモ化する。デブでチャイドル好き。
将棋も得意らしく、最優秀高校生選手権編では防具を付けた叶親と将棋対決に持ち込む。圧倒するも格闘対決のため突きをくらいあっさり敗北した。脱退した小栗の穴埋めとして後に「吉六会」のメンバーになるが、ほぼ出番はなかった。
モデルは高橋俊昌。コンビニコミック版では登場シーンが一部カットされている。
植村昌人（うえむら まさと）
嶋鳥と鷹橋の仲間。実は野球部員。2m越えの長身で動きは鈍いがパワーは強い。喋り方がジャイアント馬場に似ている。温和そうに見えて、戦いにおいては容赦がない。不意打ちを仕掛けて塩田を追い詰めるが、本気になった塩田にジャイアントスイングで奈良と共に殺される。必殺技は、相手の脳天に強烈な一撃を叩き込む踵落とし。

### 世界高校生選手権出場者
マイクル
アメリカチームのリーダー格。スキンヘッドの黒人。普段はエセ外国人のような口調でしゃべり、軽い冗談ばかり言って仲間と笑っている。逆ギレしやすく、キレると関西弁になったり、男臭い口調で怒鳴る。さらにはエセ中国人風の口調でしゃべったりもする。
奈良との対決ではヌンチャクを持って登場（実はヌンチャクを扱ったことがない）。ここで奈良の新武器・奈良カッターが発揮するが、塩田に突き刺さり、激怒した塩田の逆襲に巻き込まれ、場外へ突き飛ばされて敗北した。
サム
アメリカチームの黒髪。マイクルの取り巻きとして彼の冗談で笑っている。塩田との対決では不戦勝した。
トム
アメリカチームの金髪。叶親と対決。叶親の竹刀と防具姿を非難するものの、勝利のための信念を貫いた叶親の渾身の「突き」によって敗北。
植村の強烈な突込みにはフラつきながらも強がって立ち上がったものの、叶親の攻撃には立ち上がることはできず場外負けとなった。
良子（りょうこ）
芸能人のそっくりさんによる芸能チームの一員。広末涼子似の巨乳で、扱いも理不尽なほど良い。性格は桜井並みの性悪で、同じチームの桑山に「毛深いんだよオッサン」と口汚く罵っている。
ビルのロープのぼり対決では塩田に対しては色仕掛けで利用しながらも、最後に裏切って勝った際には謝罪していた。
白柳（しろやなぎ）
芸能チームの一員。黒柳徹子似だが、作中ではぞんざいな扱いを受ける。腕の立つ女性で、奈良を一瞬で組み伏せている。
嶋鳥の催眠術によって篠原ともえのような状態へと洗脳され、意識はあるものの身体が勝手に動いてしまい、場外へ飛び出されて敗北した。
桑山（くわやま）
芸能チームの一員。加山雄三似の老けた高校生。自分だけアナウンスで「さん付け」されていることを気にしている。体毛が異様に濃い。ブラック・ジャック (実写版)がトラウマ。
リアルテンテンくん
香港の決勝大会の前日に塩田達の前に現れたアメリカ代表選手。テンテンくんになりきっており全裸。決勝大会出場者であることを隠していたが、桜井のとっさのブラフにより正体を表す。アメリカ代表だが日本人で本名は伊藤元（いとう げん）。

### 世界高校生選手権関係者
ダーマス真晃（ダーマス まさあきら）
実況アナウンサー。実はダッチワイフ所持者。元ネタはジャンプ編集者・増田真晃。
アラン
日本語バリバリの香港人。解説者。
ホリデー垣内（ホリデー かいと）
レフェリー。日曜に電話しただけでも怒る。レフェリーでありながら「勇気とど根性勝負」と称して「自らの靴の中の匂いをかがせる」「陰毛やケツ毛を剃らせる」といったマニアックな要求を突きつける。
垣之介
第2関門に登場。本物の日本刀を振り回す狂人として現れた。しかしマッチ売りの少女の話を最後に赤頭巾ちゃんと言い間違えボロを出してしまい、NINTENDO 64と『最強羽生将棋』につられて狂人を演じていただけと自ら告白し戦意喪失。『ジャンプ』での連載中に逃亡した説のある井上行広のチーフアシスタントがモデル。

### その他
鈴木智恵子（すずき ちえこ）
大のトラブルメーカーであり、作中最凶かつ性質の悪い女。別名赤木キャプテン。人間よりもゴリラに近い容貌だが、自分を広末涼子似の美人だと信じて疑わない。パスポートの写真を広末涼子のものにし、それが原因で空港職員に銃を向けられた。桜井美保とは同じ中学の同級生。単行本6巻は彼女が表紙。彼女の登場シーンでは「ゴゴゴゴゴゴゴ」などと効果音が流れる。
年の離れた姉を「おねーちゃん」と呼んでいる。川で溺れていた甥を助けた塩田と出会うが、凄まじい顔に恐れをなした塩田が奈良を押し付け、結果眼鏡を外し、顔がほぼ認識できない奈良と付き合う。
初めは奈良のことを「ブサイク」「私と釣り合わない」「ボランティアで付き合っている」などと見下しており、叶親や塩田に色目を使って浮気していた。しかし、彼が死んだ（と思った）時には、泣きながらキスをして生き返らせた（奈良は直後に嘔吐しながら倒れた）。
中井里美（なかいさとみ）
塩田とは中学時代、恋仲だった女子。塩田に告白して結ばれたものの、奈良の讒言によって破局。後に吉崎と付き合い始める。叶親の初恋の人。
吉崎から「塩田はお前のことが好きだったみたいだ」と言われても、もう未練がないようである。
お嬢様
本名不明。香港行きへのチケットを奈良に奪われ、途方に暮れていた塩田の前に現れた女。矢禿に奈良づくしをかけられ廃人になってしまった世界高校生選手権モンゴル予選の出場者の姉で、塩田達に弟の仇を取らせる目的で、塩田と桜井に散々やりたい放題した後に、香港への2人分の旅費を手配。さらに吉崎の父親の正体を見破り、生活費のためと説得して香港へ行かせた。
漫画家K、K康昭
木多康昭本人。後期になると作品に度々登場する。他の漫画家のサインの模写が得意。また他の漫画家からもらった名刺をうまい具合にコピーして、それを使い他の漫画家の名前を騙っている。
作中で「連載やめたい」「近所では和月伸宏で通っている」「つの丸と偽って合コンした」といった話を暴露している。母親からは「下ネタはやめてくれ」と言われている。
つの丸
千葉出身の漫画家。チンピラ丸出しの風貌と態度で香港の大会会場付近に登場。漫画家Kの前で「幕張ね、読んでねーよ、あんなの」と言い放ち乱闘騒ぎをおこし、少女漫画風ラブコメ読み切り『ときめきラブポーション』の作者であることをKに暴露された。
（本物の）つの丸も本作及び木多に嫌悪感を持っており、作者コメント欄では「『幕張』には正直迷惑している。しかし怒ったら奴の思うツボなのも分かっている…」と述べている。
島袋光年（しまぶくろ こうねん）
自称・店主（マスター）的存在。沖縄県出身。モデルは島袋光年。連載版には未登場で、単行本9巻に唐突に現れる。
ガモウひろし
『とっても!ラッキーマン』を代表作に持つギャグ漫画家。モデルにしたキャラクターは登場しないものの、木多によって作中で名前を出され度々弄られる。前述の通り、実は『幕張』の主人公だと言う事が最終回で明かされた。